# Arctostaphylos crustacea
Arctostaphylos crustacea är en ljungväxtart. Arctostaphylos crustacea ingår i släktet mjölonsläktet, och familjen ljungväxter.

## Underarter
Arten delas in i följande underarter:
- A. c. crinita
- A. c. crustacea
- A. c. eastwoodiana
- A. c. insulicola
- A. c. rosei
- A. c. subcordata